# Parti indépendance (Israël)
Ne doit pas être confondu avec Centre indépendant (Israël), Libéraux indépendants (Israël) ou Faction socialiste indépendante.
 (2020).
Indépendance (סיעת העצמאות - Sia'at Ha'Atzma'ut) est un parti israélien de centre gauche et sioniste, fondé en janvier 2011 par Ehud Barak et quatre autres députés travaillistes de la Knesset.

## Historique
Le 17 janvier 2011, Ehud Barak et quatre autres députés travaillistes, Matan Vilnai (en) (remplacé après sa démission par Shachiv Shnaan (en)), Shalom Simhon, Orit Noked (en) et Einat Wilf quittent le Parti travailliste et fondent le nouveau parti Indépendance. En novembre 2012, Shalom Simhon succède à Barak à la tête du parti qui ne présente pas de candidats aux élections législatives de 2013.